# Copa Polla Gol 1980
La Copa Chile-Polla Gol 1980 fue la 10º versión del clásico torneo de copa entre clubes de Chile, participaron todos los clubes de la Primera División chilena de ese año, simultáneamente se desarrolló el mismo tipo de torneo para la Segunda División (actual Primera B). Fue dirigido por la Asociación Central de Fútbol y se disputó como un campeonato de apertura al torneo nacional. Finalizó el 13 de abril de 1980, coronándose campeón Deportes Iquique, que derrotó a Colo-Colo por 2-1.
Los 18 equipos en la primera fase jugaron en un formato consistente en cuatro grupos: dos conformados con cuatro equipos cada uno y dos con cinco equipos cada uno.
Adicionalmente al sistema de puntuación establecido universalmente para los equipos que disputan un partido, (dos puntos al equipo vencedor, un punto a cada equipo en el empate y sin puntos para el equipo perdedor), se establece para este torneo que el equipo vencedor que convierte 4 o más goles obtiene la bonificación de un 1 punto extra y los empates sin goles convertidos, (cero a cero), se castigan sin puntaje.
Al término de dos ruedas de competencia, los posicionados en los dos primeros lugares de cada grupo, accedían y se enfrentaban en partidos de cuartos de final, en confrontaciones de ida y vuelta.
No obstante, las semifinales y la final se jugaron en partidos únicos. El campeón obtenía dos puntos de bonificación para el campeonato nacional, mientras que el subcampeón y los otros dos semifinalistas obtenían un punto.

## Primera fase
Pos = Posición; PJ = Partidos jugados; PG = Partidos ganados; PE = Partidos empatados; PP = Partidos perdidos; GF = Goles a favor; GC = Goles en contra; Dif = Diferencia de gol; P Bon = Puntos bonificación; E S/Pt = Empates sin puntos; Pts = Puntos 

### Grupo 1
| Pos | Equipo           | PJ | PG | PE | PP | GF | GC | Dif | P Bon | E S/Pt | Pts |
| --- | ---------------- | -- | -- | -- | -- | -- | -- | --- | ----- | ------ | --- |
| 1   | Cobreloa         | 6  | 4  | 1  | 1  | 13 | 6  | 7   | 2     | 0      | 11  |
| 2   | Deportes Iquique | 6  | 2  | 2  | 2  | 9  | 12 | -3  | 0     | 0      | 6   |
| 3   | Coquimbo Unido   | 6  | 2  | 1  | 3  | 8  | 9  | -1  | 0     | 0      | 5   |
| 4   | Aviación         | 6  | 1  | 2  | 3  | 11 | 14 | -3  | 0     | 0      | 4   |

### Grupo 2
| Pos | Equipo              | PJ | PG | PE | PP | GF | GC | Dif | P Bon | E S/Pt | Pts |
| --- | ------------------- | -- | -- | -- | -- | -- | -- | --- | ----- | ------ | --- |
| 1   | Deportes Concepción | 6  | 5  | 0  | 1  | 13 | 10 | 3   | 1     | 0      | 11  |
| 2   | Naval               | 6  | 4  | 0  | 2  | 11 | 6  | 5   | 1     | 0      | 9   |
| 3   | Lota Schwager       | 6  | 1  | 1  | 4  | 4  | 7  | -3  | 0     | 0      | 3   |
| 4   | Green Cross         | 6  | 1  | 1  | 4  | 7  | 12 | -5  | 0     | 0      | 3   |

### Grupo 3
| Pos | Equipo         | PJ | PG | PE | PP | GF | GC | Dif | P Bon | E S/Pt | Pts |
| --- | -------------- | -- | -- | -- | -- | -- | -- | --- | ----- | ------ | --- |
| 1   | O'Higgins      | 8  | 4  | 3  | 1  | 18 | 8  | 10  | 3     | 1      | 13  |
| 2   | Magallanes     | 8  | 5  | 1  | 2  | 16 | 11 | 5   | 1     | 0      | 12  |
| 3   | Everton        | 8  | 3  | 2  | 3  | 15 | 22 | -7  | 1     | 0      | 9   |
| 4   | S Wanderers    | 8  | 1  | 3  | 4  | 13 | 15 | -2  | 1     | 0      | 6   |
| 5   | Audax Italiano | 8  | 1  | 3  | 4  | 7  | 13 | -6  | 0     | 1      | 4   |

### Grupo 4
| Pos | Equipo               | PJ | PG | PE | PP | GF | GC | Dif | P Bon | E S/Pt | Pts |
| --- | -------------------- | -- | -- | -- | -- | -- | -- | --- | ----- | ------ | --- |
| 1   | Colo-Colo            | 8  | 4  | 3  | 1  | 17 | 10 | 7   | 2     | 1      | 12  |
| 2   | Universidad de Chile | 8  | 3  | 3  | 2  | 12 | 10 | 2   | 1     | 2      | 8   |
| 3   | Universidad Católica | 8  | 3  | 2  | 3  | 12 | 13 | -1  | 1     | 1      | 8   |
| 4   | Palestino            | 8  | 2  | 1  | 5  | 16 | 20 | -4  | 0     | 0      | 5   |
| 5   | Unión Española       | 8  | 2  | 3  | 3  | 8  | 12 | -4  | 0     | 2      | 5   |

|  | Clasificados a cuartos de final |

## Fase Final

### Cuartos de final
| 26 de marzo de 1980, | Magallanes | 0:1' | Cobreloa        | Estadio Municipal,, Santiago                             |                                                          |
|                      |            |      | Óscar Muñoz 88' | Asistencia: 2.096 espectadores Árbitro(s): Carlos Robles | Asistencia: 2.096 espectadores Árbitro(s): Carlos Robles |

| 30 de marzo de 1980, | Cobreloa                          | 2:0' | Magallanes | Estadio Municipal de Calama,, Calama                     |                                                          |
|                      | Víctor Merello 8' · Juan Paez 74' |      |            | Asistencia: 8.105 espectadores Árbitro(s): Juan Carvajal | Asistencia: 8.105 espectadores Árbitro(s): Juan Carvajal |

Clasifica Cobreloa tras ganar 3-0 en el Global
| 26 de marzo de 1980, | Naval | 0:1' | Universidad de Chile    | Estadio Regional de Concepción, Concepción                  |                                                             |
|                      |       |      | Luis Alberto Ramos 89 ' | Asistencia: 30.888 espectadores Árbitro(s): Guillermo Budge | Asistencia: 30.888 espectadores Árbitro(s): Guillermo Budge |

| 30 de marzo de 1980, | Universidad de Chile    | 2:1' | Naval                   | Estadio Nacional, Santiago                               |                                                          |
|                      | Héctor Hoffens 14'; 83' |      | Óscar Herrera 60' (pen) | Asistencia: 34.382 espectadores Árbitro(s): Hernán Silva | Asistencia: 34.382 espectadores Árbitro(s): Hernán Silva |

Clasifica Universidad de Chile tras ganar 3-1 en el Global
| 26 de marzo de 1980, | Deportes Concepción         | 1:1' | Colo-Colo         | Estadio Regional de Concepción, Concepción                 |                                                            |
|                      | Fernando Cavalleri 4' (pen) |      | Carlos Rivas 73 ' | Asistencia: 30.888 espectadores Árbitro(s): Sergio Vásquez | Asistencia: 30.888 espectadores Árbitro(s): Sergio Vásquez |

| 30 de marzo de 1980, | Colo-Colo                                                     | 4:0' | Deportes Concepción | Estadio Nacional, Santiago                                        |                                                                   |
|                      | Severino Vasconcelos 28', 31', 69' · Juan Carlos Orellana 61' |      |                     | Asistencia: 34.382 espectadores Árbitro(s): Juan Silvagno Cavanna | Asistencia: 34.382 espectadores Árbitro(s): Juan Silvagno Cavanna |

Clasifica Colo-Colo tras ganar 5-1 en el Global
| 31 de marzo de 1980, | O'Higgins              | 1:3' | Deportes Iquique                  | Estadio El Teniente, Rancagua                                  |                                                                |
|                      | Juan Rogelio Núñez 31' |      | Gega 30 ' · Fidel Dávila 44', 49' | Asistencia: 8.155 espectadores Árbitro(s): Miguel Ángel Luengo | Asistencia: 8.155 espectadores Árbitro(s): Miguel Ángel Luengo |

| 3 de abril de 1980, | Deportes Iquique           | 3:2' | O'Higgins                               | Estadio Municipal de Iquique, Iquique |                                   |
|                     | Fidel Dávila 24', 69', 74' |      | Leonidas Burgos 54 ' · Waldo Quiroz 89' | Árbitro(s): Juan Silvagno Cavanna     | Árbitro(s): Juan Silvagno Cavanna |

Clasifica Deportes Iquique tras ganar 6-3 en el Global

### Semifinales
| 4 de abril de 1980, | Colo-Colo          | 1:0' | Cobreloa | Estadio Nacional, Chile                                     |                                                             |
|                     | Carlos Caszely 88' |      |          | Asistencia: 27.067 espectadores Árbitro(s): Guillermo Budge | Asistencia: 27.067 espectadores Árbitro(s): Guillermo Budge |

| 6 de abril de 1980, | Deportes Iquique  | 1:0' | Universidad de Chile | Estadio Nacional, Santiago                                   |                                                              |
|                     | Fidel Dávila 52 ' |      |                      | Asistencia: 21.637 espectadores Árbitro(s): Alberto Martínez | Asistencia: 21.637 espectadores Árbitro(s): Alberto Martínez |

## Final
|       | POR   | Mario Osbén          |   |
|       | DEF   | Daniel Díaz          |   |
|       | DEF   | Leonel Herrera       |   |
|       | DEF   | Atilio Herrera       |   |
|       | DEF   | Luis Hormazábal      |   |
|       | MED   | Raúl Ormeño          |   |
|       | MED   | Eddio Inostroza      |   |
|       | MED   | Severino Vasconcelos |   |
|       | DEL   | Luis Miranda         | ' |
|       | DEL   | Carlos Caszely       |   |
|       | DEL   | Leonardo Véliz       |   |
| D. T. | D. T. | Pedro Morales        |   |

|       | POR   | Luis Acao             |   |
|       | DEF   | Wilfredo Arriaza      |   |
|       | DEF   | Eddie Campodónico     |   |
|       | DEF   | Manuel Maluenda       |   |
|       | DEF   | Óscar Valenzuela      |   |
|       | MED   | Omar Sauvageot        |   |
|       | MED   | Claudio Sánchez       |   |
|       | MED   | Juan Ponce de Ferrari |   |
|       | DEL   | Fidel Dávila          |   |
|       | DEL   | David Gega            | ' |
|       | DEL   | Jaime Carreño         |   |
| D. T. | D. T. | Ramón Estay           |   |

|  | DEL | Ramón Héctor Ponce | Entró |

|  | DEL | Aparicio Santos | Entró |

| 77' | Ramón Héctor Ponce | 1:2 |

| 28' · 54' | Fidel Dávila Omar Sauvageot | 1:0 2:0 |

| ' · ' | Raúl Ormeño Eddio Inostroza |

| ' | Wilfredo Arriaza |

| Principal | Mario Lira |

|       | POR   | Mario Osbén          |   |
|       | DEF   | Daniel Díaz          |   |
|       | DEF   | Leonel Herrera       |   |
|       | DEF   | Atilio Herrera       |   |
|       | DEF   | Luis Hormazábal      |   |
|       | MED   | Raúl Ormeño          |   |
|       | MED   | Eddio Inostroza      |   |
|       | MED   | Severino Vasconcelos |   |
|       | DEL   | Luis Miranda         | ' |
|       | DEL   | Carlos Caszely       |   |
|       | DEL   | Leonardo Véliz       |   |
| D. T. | D. T. | Pedro Morales        |   |

|       | POR   | Luis Acao             |   |
|       | DEF   | Wilfredo Arriaza      |   |
|       | DEF   | Eddie Campodónico     |   |
|       | DEF   | Manuel Maluenda       |   |
|       | DEF   | Óscar Valenzuela      |   |
|       | MED   | Omar Sauvageot        |   |
|       | MED   | Claudio Sánchez       |   |
|       | MED   | Juan Ponce de Ferrari |   |
|       | DEL   | Fidel Dávila          |   |
|       | DEL   | David Gega            | ' |
|       | DEL   | Jaime Carreño         |   |
| D. T. | D. T. | Ramón Estay           |   |

|  | DEL | Ramón Héctor Ponce | Entró |

|  | DEL | Aparicio Santos | Entró |

| 77' | Ramón Héctor Ponce | 1:2 |

| 28' · 54' | Fidel Dávila Omar Sauvageot | 1:0 2:0 |

| ' · ' | Raúl Ormeño Eddio Inostroza |

| ' | Wilfredo Arriaza |

| Principal | Mario Lira |

|       | POR   | Mario Osbén          |   |
|       | DEF   | Daniel Díaz          |   |
|       | DEF   | Leonel Herrera       |   |
|       | DEF   | Atilio Herrera       |   |
|       | DEF   | Luis Hormazábal      |   |
|       | MED   | Raúl Ormeño          |   |
|       | MED   | Eddio Inostroza      |   |
|       | MED   | Severino Vasconcelos |   |
|       | DEL   | Luis Miranda         | ' |
|       | DEL   | Carlos Caszely       |   |
|       | DEL   | Leonardo Véliz       |   |
| D. T. | D. T. | Pedro Morales        |   |

|       | POR   | Luis Acao             |   |
|       | DEF   | Wilfredo Arriaza      |   |
|       | DEF   | Eddie Campodónico     |   |
|       | DEF   | Manuel Maluenda       |   |
|       | DEF   | Óscar Valenzuela      |   |
|       | MED   | Omar Sauvageot        |   |
|       | MED   | Claudio Sánchez       |   |
|       | MED   | Juan Ponce de Ferrari |   |
|       | DEL   | Fidel Dávila          |   |
|       | DEL   | David Gega            | ' |
|       | DEL   | Jaime Carreño         |   |
| D. T. | D. T. | Ramón Estay           |   |

|  | DEL | Ramón Héctor Ponce | Entró |

|  | DEL | Aparicio Santos | Entró |

| 77' | Ramón Héctor Ponce | 1:2 |

| 28' · 54' | Fidel Dávila Omar Sauvageot | 1:0 2:0 |

| ' · ' | Raúl Ormeño Eddio Inostroza |

| ' | Wilfredo Arriaza |

| Principal | Mario Lira |

|       | POR   | Mario Osbén          |   |
|       | DEF   | Daniel Díaz          |   |
|       | DEF   | Leonel Herrera       |   |
|       | DEF   | Atilio Herrera       |   |
|       | DEF   | Luis Hormazábal      |   |
|       | MED   | Raúl Ormeño          |   |
|       | MED   | Eddio Inostroza      |   |
|       | MED   | Severino Vasconcelos |   |
|       | DEL   | Luis Miranda         | ' |
|       | DEL   | Carlos Caszely       |   |
|       | DEL   | Leonardo Véliz       |   |
| D. T. | D. T. | Pedro Morales        |   |

|       | POR   | Luis Acao             |   |
|       | DEF   | Wilfredo Arriaza      |   |
|       | DEF   | Eddie Campodónico     |   |
|       | DEF   | Manuel Maluenda       |   |
|       | DEF   | Óscar Valenzuela      |   |
|       | MED   | Omar Sauvageot        |   |
|       | MED   | Claudio Sánchez       |   |
|       | MED   | Juan Ponce de Ferrari |   |
|       | DEL   | Fidel Dávila          |   |
|       | DEL   | David Gega            | ' |
|       | DEL   | Jaime Carreño         |   |
| D. T. | D. T. | Ramón Estay           |   |

|  | DEL | Ramón Héctor Ponce | Entró |

|  | DEL | Aparicio Santos | Entró |

| 77' | Ramón Héctor Ponce | 1:2 |

| 28' · 54' | Fidel Dávila Omar Sauvageot | 1:0 2:0 |

| ' · ' | Raúl Ormeño Eddio Inostroza |

| ' | Wilfredo Arriaza |

| Principal | Mario Lira |

## Campeón
|                               |
| Deportes Iquique 1.er. título |

| Predecesor: Copa Polla Gol 1979 | Copa Polla Gol 1980 | Sucesor: Copa Polla Gol 1981 |